# Gratist
En gratist er en person, der anvender eller har fordele af et gode, uden selv at betale for eller bidrage til det. Eksempelvis kaldes passagerer der kører med offentlig transport uden billet for gratister.

## Politisk motivation
I politisk henseende har gratisadfærd at gøre med begrebet 0-takst, dvs. idéen om at samfundets goder skal kunne benyttes af alle uden at nogen skal betale afgifter. Goderne skal derimod finansieres ad anden vej (fx skat), eller blot produceres uden betaling til den fælles nytte. Visse gratister har også konkrete økonomiske grunde, fordi de ikke har råd, og ved at være gratis foretager de derfor en såkaldt selvreduktion af afgifterne.

### Moralfilosofi
En gratist handler ikke efter Immanuel Kants kategoriske imperativ, der fordrer at din egen handling bør gøres til almen lov. Det er i stedet en egennyttig moral, der handler om at andre ikke tager direkte skade af din handling. Nogen mener , at hvis alle var gratister ville det ikke kunne forsvare sig økonomisk at opretholde det offentlige gode. Men hvis alle var gratister, og blot bidrog til det fælles ad anden vej, ville der ikke være brug for finansiering. .

## Måder at finansiere et gode på
Der findes mindst tre muligheder for at finansiere et gode.
- (1) Den socialdemokratiske, socialliberale, eller socialistiske: at indkræve en skat der finansierer godet, således at det ejes af staten. Godet betragtes da som et offentligt gode
- (2) Den liberalistiske eller kapitalistiske: at lade godet finansieres som brugerbetaling gennem afgifter. Godet bliver derved et privat gode
- (3) Den kommunistiske: simpelthen opgive behovet for finansiering gennem en overskridelse af offentligt gode og privat gode (hvor de producerende skal have betalt for deres arbejde) til et fælles gode (hvor ingen behøver betaling, da ingen behøver at betale)[2].

## Eksempler på gratister

### Piratkopiering
Piratkopiering kan også siges at være gratistadfærd. I svensk kontekst (både Piratpartiet, Piratbyrån, og The Pirate Bay er opstået der) har gratistendensen blevet specificeret til den nye generation, ved brugen af navnet "Gratisgenerationen". Motivationen har at gøre med begrebet om allemandsret, i denne sag hvad Piratpartiet kalder "Digital Allemandsret". I Sverige har en gruppe kaldet Planka.nu startet en forsikringsfond for passagerer der ikke køber billet, ved at betale deres kontrolafgifter. Relateret er begrebet open source, som handler om at kunne bruge, kopiere og ændre i et hvilket som helst programs kildekode. Ift. gratister så har andre personer forskellige rettigheder til at bruge programmerne gratis og kopiere dem videre, i visse tilfælde af brug af copyleft-licensen endda at videresælge programmet. Dette kommer altså an på hvilken licens programmøren vælger.

### Kollektiv trafik
DSB havde i 2009 over 260.000 sager med ubetalte kontrolafgifter, hvilket betød at 176 millioner kroner ikke var indbetalt. Fra 1. oktober 2008 koster det 600 kr. i S-togene dog 750 kr. og for børn under 16 år 350 kr. i kontrolafgift at køre uden billet hos DSB. I efteråret 2009 begyndte DSB at indføre civilklædte kontrollører, også kaldet togrevisorer, for at mere effektivt fange de 4% af rejserne der køres gratis .

### Vejafgifter
Grundlæggelsen af vejnettet i Danmark er betalt af den danske stat fra skattepenge den har indkrævet. Vedligeholdelsen bliver ligeledes betalt af skattepenge. Idéen er her at alle skal have adgang til vejnettet på lige fod. Der findes forskellige brugere af vejnettet: Fodgængere, cyklister, bilister, lastbilchauffører. De to sidste grupper er pålagt en slags brugerbetaling i form af vægtafgift. Idéen er her at de slider ekstra på vejnettet, og derfor skal betale tilsvarende for vedligeholdelsen.
Gratisterne kunne i dette eksempel være cyklister, som ikke betaler skat, fordi de er under den nedre skattegrænse. De benytter vejnettet – et offentlig gode – uden at betale til dets vedligeholdelse. Cyklister der ikke betaler vejafgift, giver ingen miljøforurening i modsætning til biler. Nogle grupper af gratister er dog accepteret pga. andre faktorer: Studerende der ikke betaler skat og modtager SU, får en uddannelse, som højst sandsynligt får dem til at tjene flere penge i sidste ende[kilde mangler].